# Дандоло, Франческо

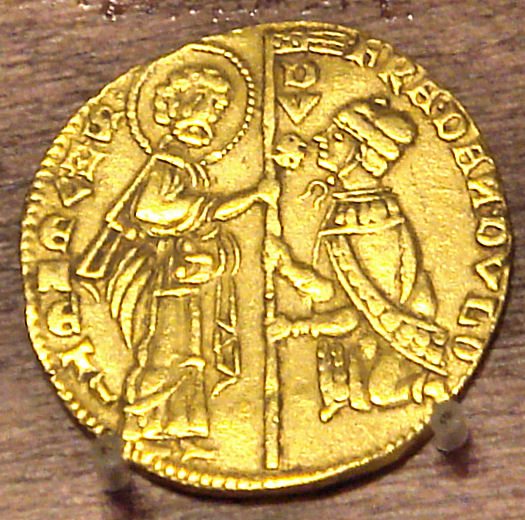
Золотой дукат времени правления Франческо Дандоло

Франческо Да́ндоло (итал. Francesco Dàndolo; около 1258 — 31 октября 1339, Венеция) — 52-й венецианский дож.
Правил с 1329 по 1339 год. Во время его правления Венеция начала политику экспансии по расширению своей территории на Апеннинском полуострове.

## Семья
Представитель знаменитой венецианской семьи Дандоло, сыгравшей важную роль в истории Венеции с XII по XV век.
Франческо Дандоло родился в семье, откуда вышли ещё трое дожей — Джованни Дандоло, Дандоло, Энрико и Дандоло, Андреа. Две представительницы это семьи выходили замуж за дожей. Франческо Дандоло связан дальними родственными связями со многими заметными фигурами итальянской истории, такими как Фра Беато Анджелико, Эудженио Канфари и Бенито Муссолини.
Дандоло был женат на Елизавете Контарини и имел с ней троих детей.

## Биография
Ф. Дандоло — один из самых успешных венецианских дипломатов. Он был венецианским послом у римских пап Климента V и Иоанна XXII в Авиньоне, где в то время находилась папская резиденция. Дандоло носил прозвище Сane (собака) после случая, когда он припав к ногам Климента V, с цепью на шее, умолил того отменить отлучение Венеции от церкви.

## Правление

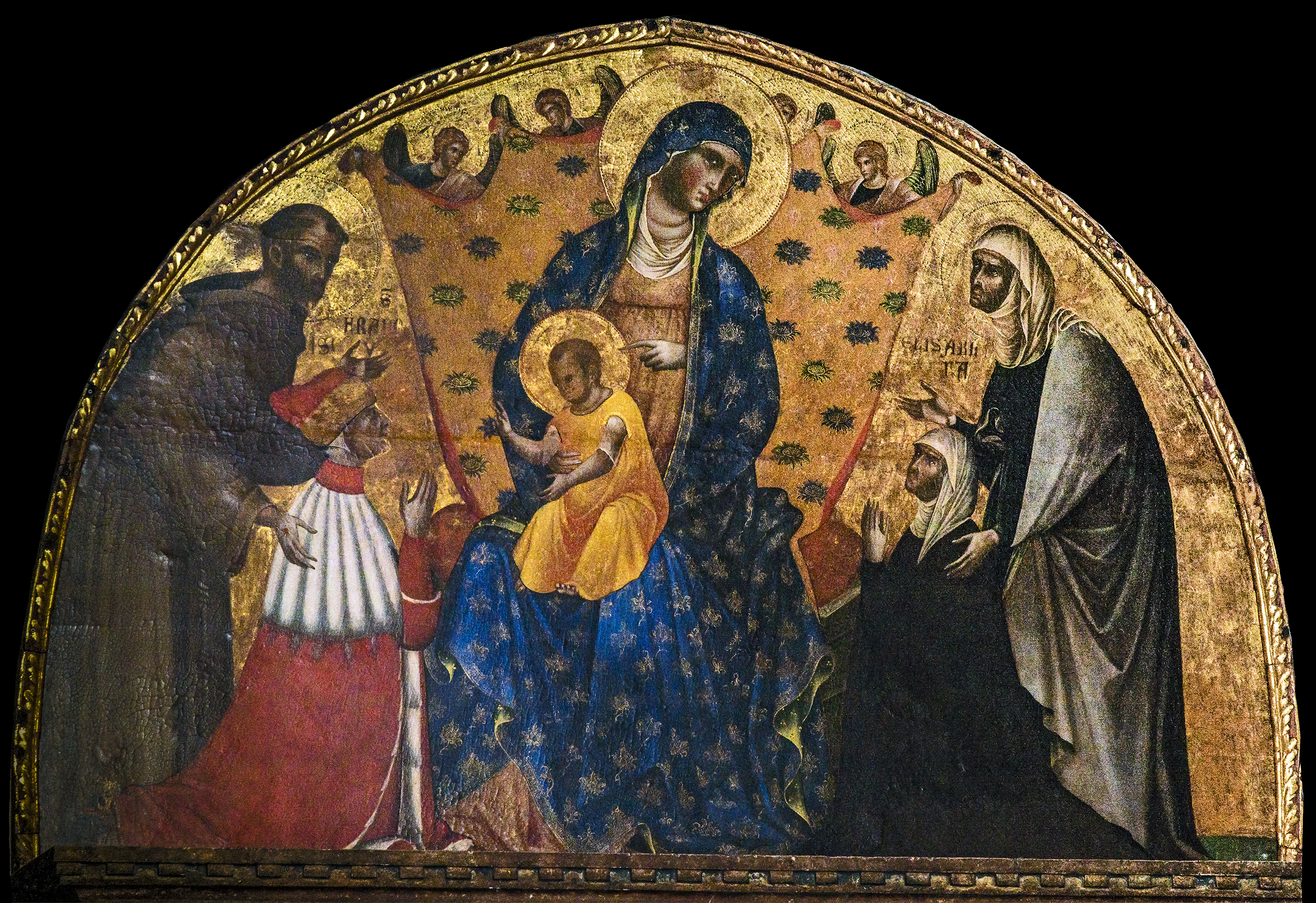
Фреска в соборе Санта-Мария Глориоза деи Фрари, на которой изображены дож Ф. Дандоло и его жена перед Богоматерью

Во время его правления Венеции имела много стычек с турками, которые в течение нескольких столетий соперничали с Венецией за господство в восточной части Средиземного моря .
Венеция также участвовала в ожесточенных столкновениях с правителем Вероны Мастино II делла Скала, который продолжал агрессивную политику своего дяди Кан Гранде I делла Скала.
В отличие от обычной практики того времени, Венеция при Ф. Дандоло не нанимала армию наëмников, но вместо этого призвала своих граждан в возрасте от 20 до 60 лет на военную службу. Таким образом, Венеция смогла выставить армию в 40 000 человек. Боевые действия проходили на всей территории Скалигеров, с переменными успехами для обеих сторон. В конце концов Мастино II делла Скала потерпел поражение. В марте 1337 после длительных переговоров обе стороны пришли к мирному соглашению, которое позволило венецианцам вернуть захваченные земли. Венеция получила гарантии свободной торговли в пострадавших районах.
Мастино II, недовольный условиями мирного соглашения, призвал на помощь в качестве посредника императора Людовика IV, но император встал на сторону дожа Венеции и получил взамен права на город Местре. 24 января 1339 мирный договор был заключен в базилике Святого Марка в Венеции. Тревизо теперь перешëл под контроль Венеции, Флоренция получила несколько замков, но не в городе Лукка, что вызвало возмущение флорентийцев и стало одной из причин последующей напряженности между Венецией и Флоренцией.
Ф. Дандоло умер в День всех святых в 1339 году. Похоронен в Венеции в соборе Санта-Мария Глориоза деи Фрари.